# Diocesi di Kontum
La diocesi di Kontum (in latino Dioecesis Kontumensis) è una sede della Chiesa cattolica in Vietnam suffraganea dell'arcidiocesi di Huê. Nel 2021 contava 368.232 battezzati su 2.048.847 abitanti. È retta dal vescovo Louis Nguyễn Hùng Vị.

## Territorio
La diocesi comprende le province di Gia Lai e di Kon Tum nella parte centrale del Vietnam.
Sede vescovile è la città di Kon Tum, dove si trova la cattedrale dell'Immacolata Concezione.
Il territorio si estende su una superficie di 25.225 km² ed è suddiviso in 136 parrocchie.

## Storia
Il vicariato apostolico di Kontum fu eretto il 18 gennaio 1932 con il breve Decessores Nostros di papa Pio XI, ricavandone il territorio dal vicariato apostolico di Quinhon (oggi diocesi di Quy Nhơn).
Il 4 aprile 1957 cedette la provincia di Attapeu alla prefettura apostolica di Thakheh (oggi vicariato apostolico di Savannakhet) nel Laos.
Il 24 novembre 1960 il vicariato apostolico è stato elevato a diocesi con la bolla Venerabilium Nostrorum di papa Giovanni XXIII, e contestualmente ha ceduto una porzione di territorio a vantaggio dell'erezione della diocesi di Ðà Lat.
Il 22 giugno 1967 ha ceduto un'altra porzione del suo territorio a vantaggio dell'erezione della diocesi di Ban Mê Thuột.

## Cronotassi dei vescovi
Si omettono i periodi di sede vacante non superiori ai 2 anni o non storicamente accertati.
- Martial-Pierre-Marie Jannin, M.E.P. † (10 gennaio 1933 - 16 luglio 1940 deceduto)
- Jean-Liévin-Joseph Sion, M.E.P. † (23 dicembre 1941 - 19 agosto 1951 deceduto)
- Paul-Léon Seitz, M.E.P. † (19 giugno 1952 - 2 ottobre 1975 dimesso)
- Alexis Phạm Văn Lộc † (2 ottobre 1975 succeduto - 8 aprile 1995 ritirato)
- Pierre Trần Thanh Chung † (8 aprile 1995 succeduto - 16 luglio 2003 ritirato)
- Michel Hoàng Đức Oanh (16 luglio 2003 - 7 ottobre 2015 ritirato)
- Louis Nguyễn Hùng Vị, dal 7 ottobre 2015

## Statistiche
La diocesi nel 2021 su una popolazione di 2.048.847 persone contava 368.232 battezzati, corrispondenti al 18,0% del totale.
| anno | popolazione | popolazione | popolazione | presbiteri | presbiteri | presbiteri | presbiteri                | diaconi | religiosi | religiosi | parrocchie |
| anno | battezzati  | totale      | %           | numero     | secolari   | regolari   | battezzati per presbitero | diaconi | uomini    | donne     | parrocchie |
| ---- | ----------- | ----------- | ----------- | ---------- | ---------- | ---------- | ------------------------- | ------- | --------- | --------- | ---------- |
| 1950 | 25.802      | 700.000     | 3,7         | 40         | 40         |            | 645                       |         |           |           | 24         |
| 1969 | 80.627      | 850.000     | 9,5         | 77         | 76         | 1          | 1.047                     |         | 6         | 105       | 35         |
| 1979 | 68.745      | 473.800     | 14,5        | 36         | 32         | 4          | 1.909                     |         |           | 173       | 45         |
| 1999 | 120.000     | 1.200.000   | 10,0        | 34         | 30         | 4          | 3.529                     |         | 4         | 133       | 52         |
| 2000 | 180.000     | 1.200.000   | 15,0        | 31         | 27         | 4          | 5.806                     |         | 4         | 136       | 57         |
| 2001 | 181.063     | 1.300.000   | 13,9        | 31         | 27         | 4          | 5.840                     |         | 5         | 163       | 57         |
| 2002 | 193.206     | 1.350.000   | 14,3        | 33         | 29         | 4          | 5.854                     |         | 5         | 171       | 55         |
| 2003 | 197.723     | 1.400.000   | 14,1        | 43         | 38         | 5          | 4.598                     | 1       | 8         | 197       | 77         |
| 2004 | 203.723     | 1.418.885   | 14,4        | 40         | 33         | 7          | 5.093                     |         | 13        | 191       | 77         |
| 2006 | 216.384     | 1.438.395   | 15,0        | 47         | 39         | 8          | 4.603                     | 1       | 31        | 200       | 77         |
| 2013 | 291.063     | 1.775.200   | 16,4        | 103        | 62         | 41         | 2.825                     |         | 100       | 465       | 94         |
| 2016 | 318.899     | 1.833.200   | 17,4        | 141        | 79         | 62         | 2.261                     |         | 90        | 521       | 116        |
| 2019 | 337.200     | 1.900.000   | 17,7        | 176        | 90         | 86         | 1.915                     |         | 114       | 560       | 118        |
| 2021 | 368.232     | 2.048.847   | 18,0        | 199        | 98         | 101        | 1.850                     |         | 129       | 590       | 136        |